# Усвояване на целината
Усвояването на целина́та е комплекс от решения на ЦК на КПСС и действия за усвояване на целините (плородни необработвани земи) в слабонаселени райони на СССР през 1950-те и 1960-те години.
Кампанията засяга главно Казахската ССР, по-малко Руската СФСР (в Поволжието, района на Урал, Сибир, Далечния Изток), също и Украинската СФСР.

## Кампания
Инициативата е подета от първия секретар на ЦК на КПСС Никита Хрушчов. Основните поставени цели са пълно премахване на останали порядки от предболшевишкия период в земеделието и увеличаване на добива на зърно в СССР.
През 1954 г. ЦК на КПСС приема решение за „За повишаване на добива на зърно в страната и усвояване на целините и запустелите земи“. Комсомолът е натоварен със задачата да събере доброволци от съветската младеж, които на принципа на доброволен бригадирски труд да се включат в инициативата.
Общата площ на новите земи е 430 милиона декара (от тях на територията на Русия са 163 миллиона).